# The Royal Parks
The Royal Parks (De kungliga parker), är en välgörenhetsorganisation som förvaltar de åtta kungliga parkerna samt några andra trädgårdar och parker i London.

## Parker som förvaltas av The Royal Parks
- Bushy Park
- Green Park
- Greenwich Park
- Hyde Park
- Kensington Gardens
- Regent's Park
- Richmond Park
- St. James's Park